# Édouard-Jean Empain
Baron Édouard-Jean Empain (* 7. Oktober 1937 in Budapest; † 21. Juni 2018 in Pontoise) war ein belgischer Unternehmer und Geschäftsmann. Er war von 1971 bis 1981 Vorstandsvorsitzender der Empain-Schneider-Gruppe. Der Spross einer Familie, die unter Édouard Louis Joseph Empain (1852–1929) Adel und Reichtum erlangte, erreichte besondere Bekanntheit als Opfer einer Entführung.
Empain fusionierte die Familienunternehmungen mit denen des französischen Schneider-Clans. Nach dem Ableben von Charles Schneider 1960 im Alter von 62 Jahren an den Folgen eines Sturzes von seiner Yacht in Saint-Tropez fielen dessen Firmen und Vermögen an dessen Gemahlin, die vormalige Schauspielerin Liliane Constantini, einer Enkelin des französischen Sozialisten Jules Guesde, die durch Rollen in Filmen wie La chèvre aux pieds d'or („Die Geiß mit den goldenen Füßen“) ein breites Publikum mit ihrem Liebreiz berührte. Als Erbin fand sie sich aber mit der Leitung der Firmen überfordert und so kam es 1963 zum Verkauf wesentlicher Anteile an Empain.
Empain war somit Chef des Konglomerates Schneider-Empain, das in rund 150 Firmen 120.000 Mitarbeiter beschäftigte. Zur Gruppe gehörte unter anderem die auf das 18. Jahrhundert zurückgehende Stahlkocherei Creusot-Loire, Framatome, Monopolist für Druckwasserreaktoren in der damals florierenden französischen Atomindustrie, Jeumont-Schneider, ein elektromechanischer Konzern und SPIE, ein Industriedienstleister mit Fokussierung auf elektrotechnische Dienstleistungen.

## Die Entführung
Baron Empain wurde am 23. Januar 1978 vor seinem Domizil in der Avenue Foch im 16. Arrondissement von Paris von einer Gangsterbande entführt. Seine Entführer verlangten ein Lösegeld in Höhe von 80 Millionen Franc (später auf 40 Millionen Franc herabgesetzt). Um ihre Forderung zu untermauern, schnitten sie Empain den kleinen Finger der linken Hand ab und schickten ihn der Familie. Empain wurde fast während der gesamten Dauer der Entführung gezwungen, in einem orangefarbenen Campingzelt zu liegen, das sich im Keller eines Abbruchhauses in Savigny-sur-Orge befand. Nach der Festnahme eines Teils der Bande wurde Empain am 28. März 1978 in der Nähe einer Metro-Station im Süden von Paris freigelassen.
Der Prozess gegen die überlebenden Entführer, einer wurde bei der Inhaftnahme auf Grund von Gegenwehr erschossen, fand im Dezember 1982 statt. Sie erhielten Freiheitsstrafen zwischen 15 und 20 Jahren.
Empain berichtete, dass nach seiner Freilassung nur sein Labrador über seine Rückkehr erfreut war. Seine Familie und Geschäftspartner hatten ihn schon abgeschrieben und sahen mit großer Freude ihrem Erbteil entgegen. Das Verhältnis zwischen ihnen und Empain verschlechterte sich derart, dass Empain alle Brücken hinter sich abbrach und ein neues Leben begann.

## Nach der Entführung
Im Jahr 1981 verkaufte Empain seine Anteile an der Empain-Schneider-Gruppe.
Im Jahr 2003 wurde er wegen eines angeblichen betrügerischen Bankrotts des Unternehmens SNC Empain-Graham im Jahr 1998 angeklagt, jedoch freigesprochen.

## Verfilmung
- Lösegeld (2009) von Lucas Belvaux, frei nach dem Entführungsfall Empain
- Les barons Empain - La dynastie fracassée (2015) von Tanguy Cortier und Alice Gorrisen, Dokumentation
  - deutsch: Die Entführung des Baron Empain: Oder: Liebe ist nicht käuflich